# Dąbrowa (hromada Dolina)
Dąbrowa  (ukr. Діброва) – wieś na Ukrainie, w  obwodzie iwanofrankiwskim, w rejonie dolińskim.